# Phyteuma charmelii
Phyteuma charmelii är en klockväxtart som beskrevs av Dominique Villars. Phyteuma charmelii ingår i släktet rapunkler, och familjen klockväxter. Inga underarter finns listade i Catalogue of Life.